# Склифосовский (телесериал)
«Склифосо́вский» — российский телесериал, медицинская драма. С момента дебюта 24 сентября 2012 года сериал выходит на телеканале «Россия‑1». Начиная с девятого сезона все эпизоды становятся доступны на онлайн‑платформе «Смотрим» за несколько дней до телеэфира. По состоянию на февраль 2025 года вышло двенадцать сезонов, включая спецпроекты «Склифосовский. Реанимация» и «Море. Солнце. Склифосовский», а съёмки 13-го сезона стартовали в апреле 2025 года.
Производитель — кинокомпания «Русское» при поддержке телеканала «Россия-1».

## История создания
Премьера телесериала состоялась на канале «Россия-1» 24 сентября 2012 года в 21:00. Первый сезон состоит из 24 серий.
Во время показа первого сезона канал «Россия-1» продлил сериал на второй сезон, который состоит из 24 новых серий.
Премьера второго сезона состоялась на канале «Россия-1» 1 апреля 2013 года в 21:00.
Сериал был продлён на третий сезон, состоящий из 24 новых серий.
Премьера третьего сезона состоялась на канале «Россия-1» 14 апреля 2014 года в 21:00.
Телесериал был продлён на 24-серийный четвёртый сезон. Во время съёмок четвёртого сезона было объявлено о том, что он станет последним для проекта.
Премьера четвёртого сезона состоялась на канале «Россия-1» 6 апреля 2015 года в 21:00.
После показа четвёртого сезона производство сериала было прекращено.
В 2016 году создатели сериала приняли решение о продолжении проекта. Сериал был официально продлён на 16-серийные пятый и шестой сезоны.
Съёмки пятого сезона прошли с 8 июня по 29 декабря 2016 года. Он получил название «Склифосовский. Реанимация».
Премьера пятого сезона состоялась на канале «Россия-1» 16 января 2017 года в 21:00.
Съёмки шестого сезона прошли с 30 марта по 18 декабря 2017 года.
Премьера шестого сезона состоялась на канале «Россия-1» 22 января 2018 года в 21:00.
29 января 2018 года в интервью газете «Комсомольская правда» генеральный продюсер кинокомпании «Русское» Ирина Смирнова и автор сценария сериала Екатерина Тирдатова официально объявили о том, что разрабатывается сюжет и сценарий седьмого и восьмого сезонов сериала.
Съёмки седьмого сезона прошли в 2018 году.
Премьерный показ седьмого сезона состоялся на канале «Россия-1» с 18 по 28 февраля 2019 года в 21:00.
Съёмки восьмого сезона начались 20 ноября 2019 года, а завершились 11 июля 2020 года.
Премьерный показ восьмого сезона состоялся с 1 по 11 февраля 2021 года на канале «Россия-1» в 21:20.
9 октября 2020 года актриса Анна Якунина в эфире программы «Календарь» канала ОТР заявила, что будет также девятый сезон, съёмки которого начались 1 декабря 2020 года.
Премьерный показ девятого сезона состоялся 31 января 2022 года на канале «Россия-1» в 21:20. 28 января 2022 года были выложены все серии на платформе «Смотрим» до эфира.
Съёмки десятого сезона начались 24 января 2022 года, а завершились 21 июня 2022 года.
Премьерный показ десятого сезона состоялся 30 января 2023 года на канале «Россия-1» в 21:20. 1 января 2023 года были выложены все серии на платформе «Смотрим» до эфира. Премьерный показ спецпроекта «Море. Солнце. Склифосовский» прошёл 11 февраля 2023 года на канале «Россия-1» в 21:00.
Съёмки одиннадцатого сезона начались 19 января 2023 года, а завершились 15 июля 2023 года.
Премьерный показ одиннадцатого сезона сериала состоялся 5 февраля 2024 года на канале «Россия-1» в 21:20. 30 ноября 2023 года и 1 января 2024 года были выложены серии на платформе «Смотрим» до эфира.
Съёмки двенадцатого сезона начались 12 января 2024 года и завершились 15 июля 2024 года.
Премьерный показ двенадцатого сезона сериала состоялся 3 февраля 2025 года на канале Россия-1 в 21:30. Все серии на платформе Смотрим были выложены 26, 30 декабря 2024 года, 2 и 6 января 2025 года до эфира.
14 апреля 2025 года стартовали съемки тринадцатого сезона.

## Обзор сезонов
| Сезон                         | Серии | Серии | № серий | Даты показа      | Даты показа     |
| Сезон                         | Серии | Серии | № серий | Первая серия     | Последняя серия |
| ----------------------------- | ----- | ----- | ------- | ---------------- | --------------- |
| 1                             | 24    | 24    | 1–24    | 24 сентября 2012 | 5 октября 2012  |
| 2                             | 24    | 24    | 25–48   | 1 апреля 2013    | 12 апреля 2013  |
| 3                             | 24    | 24    | 49–72   | 14 апреля 2014   | 29 апреля 2014  |
| 4                             | 24    | 24    | 73–96   | 6 апреля 2015    | 23 апреля 2015  |
| 5                             | 16    | 16    | 97–112  | 16 января 2017   | 26 января 2017  |
| 6                             | 16    | 16    | 113–128 | 22 января 2018   | 1 февраля 2018  |
| 7                             | 16    | 16    | 129–144 | 18 февраля 2019  | 28 февраля 2019 |
| 8                             | 16    | 16    | 145–160 | 1 февраля 2021   | 11 февраля 2021 |
| 9                             | 16    | 16    | 161–176 | 31 января 2022   | 10 февраля 2022 |
| 10                            | 16    | 16    | 177–192 | 30 января 2023   | 9 февраля 2023  |
| «Море. Солнце. Склифосовский» | 4     | 4     | —       | 11 февраля 2023  | 11 февраля 2023 |
| 11                            | 16    | 16    | 193—208 | 5 февраля 2024   | 15 февраля 2024 |
| 12                            | 16    | 16    | 209—224 | 3 февраля 2025   | 13 февраля 2025 |
| 13                            | 16    | 16    | 225—240 | 2026             | 2026            |

## В ролях
В главных ролях:
| Актёр              | Роль |
| ------------------ | --- |
| Максим Аверин      | Олег Михайлович Брагин (с 1-го сезона) с 1-й по 17-ю, с 20-й по 109-ю, со 121-й по 153-ю, с 158-й по 162-ю , с 174-й серии — один из ведущих хирургов Склифа в отделении неотложной хирургии, с 99-й по 109-ю, с 121-й по 153-ю серии — заместитель заведующего отделением неотложной хирургии, с 110-й по 121-ю серию — фельдшер скорой помощи, с 153-й по 157-ю серию — работник спасательного отряда «Спас», со 162-й по 174-ю серию — участковый врач в районной поликлинике. С 64-й по 66-ю серию находился в городе Зарецк после аварии. Бывший возлюбленный Эммы Луспарян, бывший возлюбленный Ларисы Куликовой, бывший возлюбленный Татьяны Жулиной. Бывший муж Лены Михалёвой. С 96-й серии — муж Марины Нарочинской (Брагиной). С 24-й серии — отец Тамары (дочка от Эммы), с 128-й серии — отец Кати (дочь от Марины). В 144-й серии у него обнаружились метастазы. В 146-й серии у него подтвердилась феохромоцитома. В последней серии 10 сезона у него родился сын Лев. |
| Мария Куликова     | Марина Владимировна Нарочинская (с 96-й серии — Брагина) (с 2-го сезона) с 26-й по 48-ю и с 83-й по 115-ю серию — нейрохирург в отделении неотложной хирургии, с 49-й по 81-ю серию — главврач отделения хирургии, с 116-й по 164-ю серии — заведующая нейрохирургическим отделением, со 164-й по 174-ю серии — нейрохирург в центре нейрохирургии имени Н. Н. Бурденко, со 174-й серии — нейрохирург в отделении нейрохирургии. Дочь Владимира Нарочинского, бывшая возлюбленная Виктора Хаева, бывшая возлюбленная Александра. С 96-й серии — жена Олега Брагина. С 128-й серии — мать Кати, в 179-й серии рассказывает Брагину, что вновь беременна. В последней серии 10 сезона у неё родился сын Лев. |
| Ольга Красько      | Лариса Николаевна Куликова (1—2 сезоны) с 1-й по 26-ю серию — заведующая отделением неотложной хирургии, хирург. Бывшая возлюбленная Олега Брагина, бывшая жена Сергея Куликова. Мать Никиты Куликова. В 26-й серии — погибла от рук наркомана. |
| Дмитрий Миллер     | Пётр Викторович Пастухов (1—4, 10―11 сезоны) с 1-й по 26-ю и с 54-й по 57-ю серию — сосудистый хирург в отделении неотложной хирургии, с 27-й по 53-ю серию — заведующий отделением неотложной хирургии, с 58-й по 82-ю серию — сотрудник Министерства Здравоохранения. Муж Полины Пастуховой. Приёмный отец Юли. В 83-й серии — уехал с семьёй в Геленджик. В 194 серии вернулся в Склиф на должность хирурга. |
| Владимир Жеребцов  | Константин Германович Лазарев (с 1-го сезона) с 1-й по 24-ю серию — ординатор, с 25-й по 180-ю серии – хирург отделения неотложной хирургии, со 180-й серии ― заместитель заведующей отделением неотложной хирургии. Сын Марии Валерьевны и Германа Лазаревых, внук Александры Ивановны, с 75-й серии — пасынок Хромова. С 117-й по 120-ю серию находился под следствием. Бывший парень Анны Афанасьевой. С 160-й серии — муж Александры Покровской. Приёмный отец Ильи Хромова. В последней серии 10 сезона пострадал в аварии. |
| Антон Эльдаров     | Салам Магомедович Гафуров («Махмуд») (1—5 сезоны) с 1-й по 12-ю серии — аспирант, с 13-й по 58-ю и с 70-й по 104-ю серии — хирург в отделении неотложной хирургии. С 24-й серии — кандидат медицинских наук. С 31-й по 53-ю серию — парень Юли. Старший брат Алины, сын Венеры Халиловны Гафуровой. С 76-й по 105-ю серии — ответственный за научную работу. В 105-й серии — погиб в результате несчастного случая. |
| Константин Юшкевич | Сергей Анатольевич Куликов (с 1-го сезона) с 12-й серии — хирург-травматолог в отделении неотложной хирургии, бывший муж Ларисы Куликовой, бывший возлюбленный Лады Ермиловой, бывший возлюбленный Анны Ханиной, бывший муж Ольги Дмитриевой (Куликовой). Отец Никиты Куликова. |

## Саундтрек
Музыку к сериалу написали музыкальный продюсер Антон Шварц и композитор Денис Новиков.
В сериале также используются композиции групп:
«Ночные снайперы»
1. Лети, моя душа
2. Зву-чи!
3. Катастрофически
4. Прекрасных дней
5. Волны
6. Секунду назад

«Би-2»
1. Забери меня

«Uma2rman»
1. Дождь
2. Кажется, никогда
3. До свидания
4. Один на один
5. Записка
6. Все, как обычно
7. Навсегда
8. Лети, ветер ледяной
9. Все на футбол
10. В одну сторону

## Награды и номинации
- 2014 — номинация на премию «Золотой орёл» за 2013 год в категории «Лучший телевизионный сериал (более 10 серий)».

## Критика
Лидия Юдина в газете «Аргументы и факты», отмечая, что российские сериалы на медицинскую тему изобилуют ляпами и недочётами, приводит, как пример, эпизод из сериала «Склифосовский», когда при подозрении на контакт с больным краснухой врач уговаривает свою жену (тоже медика) сделать срочный аборт, при том что реальной опасности для неё нет, поскольку для медицинских работников прививка от краснухи является обязательной.[значимость факта?]